# Bambusicola
Bambusicola là danh pháp khoa học của một chi chim trong họ Trĩ (Phasianidae). Tên gọi chung của các loài trong chi này là gà so. Tuy nhiên, tên gọi gà so còn được chia sẻ chung với các loài của chi Arborophila.

## Hình ảnh

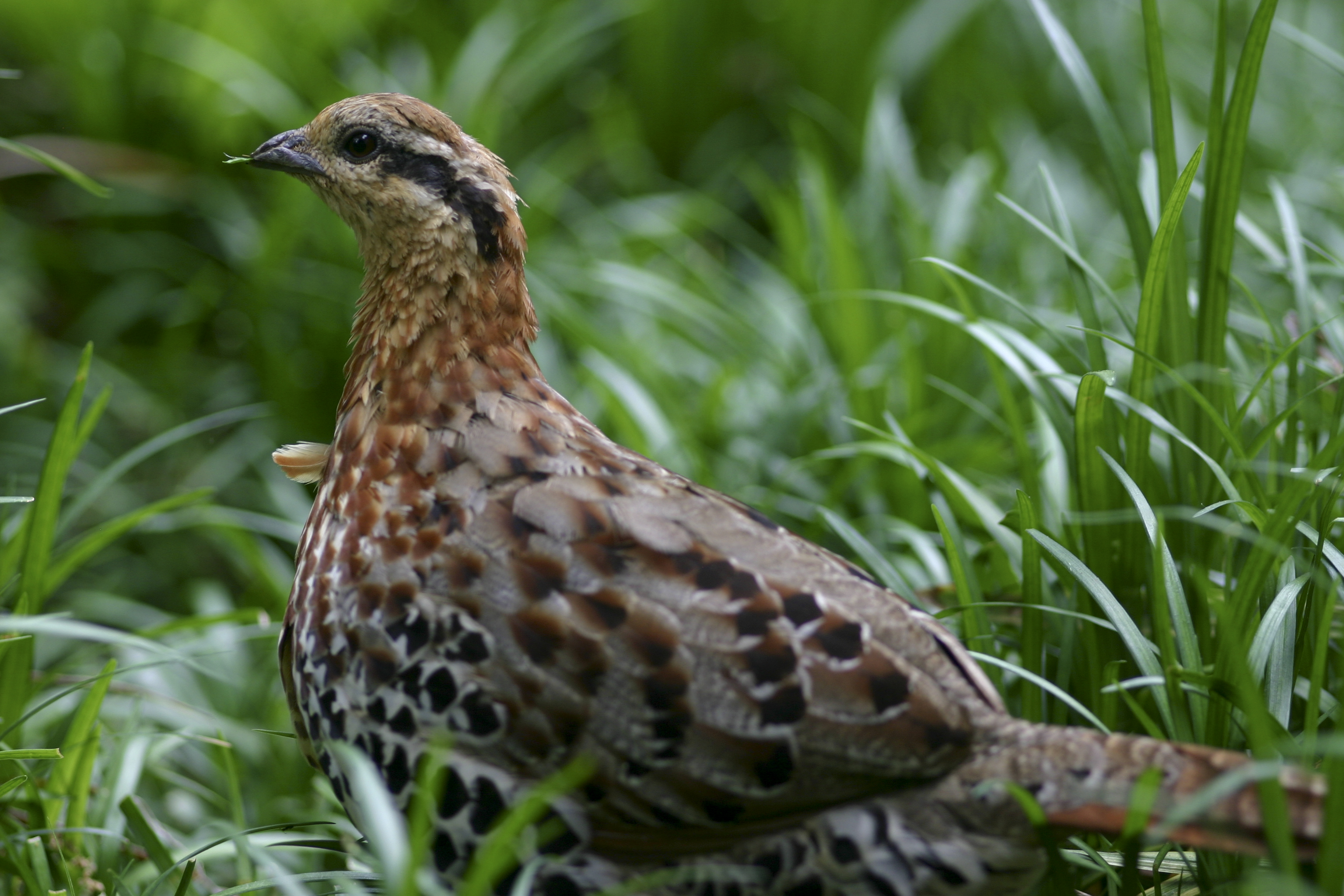
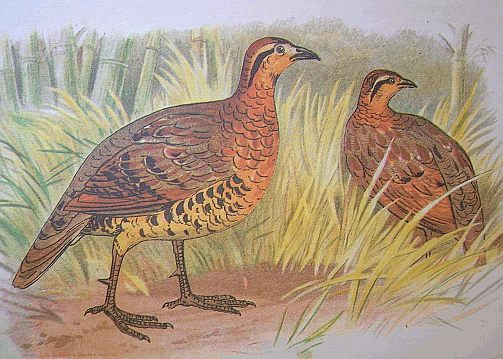

## Các loài
| Hình ảnh | Tên khoa học           | Tên thống dụng                     | Phân bố                                                           |
| -------- | ---------------------- | ---------------------------------- | ----------------------------------------------------------------- |
|          | Bambusicola fytchii    | Gà so hay gà so núi                | Bangladesh, Tây Tạng, Ấn Độ, Lào, Myanmar, Thái Lan, và Việt Nam. |
|          | Bambusicola thoracicus | Gà so Trung Quốc, gà trúc ngực xám | Đài Loan                                                          |
|          |                        | Bambusicola sonorivox              | Đài Loan                                                          |